# 410
El 410 (CDX) fou un any comú començat en dissabte del calendari julià.

## Esdeveniments
- Catalunya - Hi entren visigots, amb les tropes del cabdill Alaric I.
- 24 - 27 d'agost: Saqueig de Roma pels gots.
- La Senyoria de Guipúscoa esdevé independent.